# Vittorio Piva
Vittorio Piva (Belgirate, 1875 – Roma, 1907) è stato un giornalista italiano.

## Biografia
Figlio del generale garibaldino Domenico Piva e di Carolina Cristofori, fu giornalista e militante socialista.
Redattore dell'"Eco dei Lavoratori" di Padova, prese parte come volontario alla guerra greco-turca del 1897.
Coinvolto nella repressione del maggio 1898, fu condannato in contumacia e si rifugiò prima a Berlino, poi a Bruxelles, stringendo rapporti di amicizia con Wilhelm Liebknecht ed Emile Vandervelde.
Tornato in Italia nel 1900, fu direttore del "Secolo Nuovo" di Venezia, per poi passare alla redazione romana dell'Avanti!.
Passò poi a dirigere, con Savino Varazzani, il settimanale "Avanti! della Domenica", supplemento culturale del quotidiano socialista.
Così lo ricorderà Filippo Turati:
Polemista fiero, elegante, cavalleresco, carattere che non sapeva le viltà e reagiva ad esse con accenti di sdegno non mentito. Aveva, tra i primi, contrastato al facilismo, all'arrivismo, al demagogismo, che inquinano ogni partito che si allarga. Avrebbe voluto un socialismo tutto schiettezza ed austerità... Era troppo tardi, o troppo presto!»